# Megistoclisma
Megistoclisma là một chi bướm đêm thuộc họ Noctuidae.